# Jan Van Nuffelen
Jan Van Nuffelen (Aarschot, 25 juli 1914 - aldaar, 17 augustus 1971) was een Belgisch christendemocratisch politicus voor de CVP.

## Levensloop
Van Nuffelen volgde in 1950 Albert Coomans de Brachène op als burgemeester, een functie die hij uitoefende tot 1971. Hij werd in deze hoedanigheid opgevolgd door Jos Pelgrims.
Daarnaast was hij actief als hoofdman van de carnavalsgroep 'Gilde der Kasseistampers'.
Hij kreeg een laatste rustplaats op de stedelijke begraafplaats te Aarschot.